# Zeslandentoernooi 2011 (mannen)

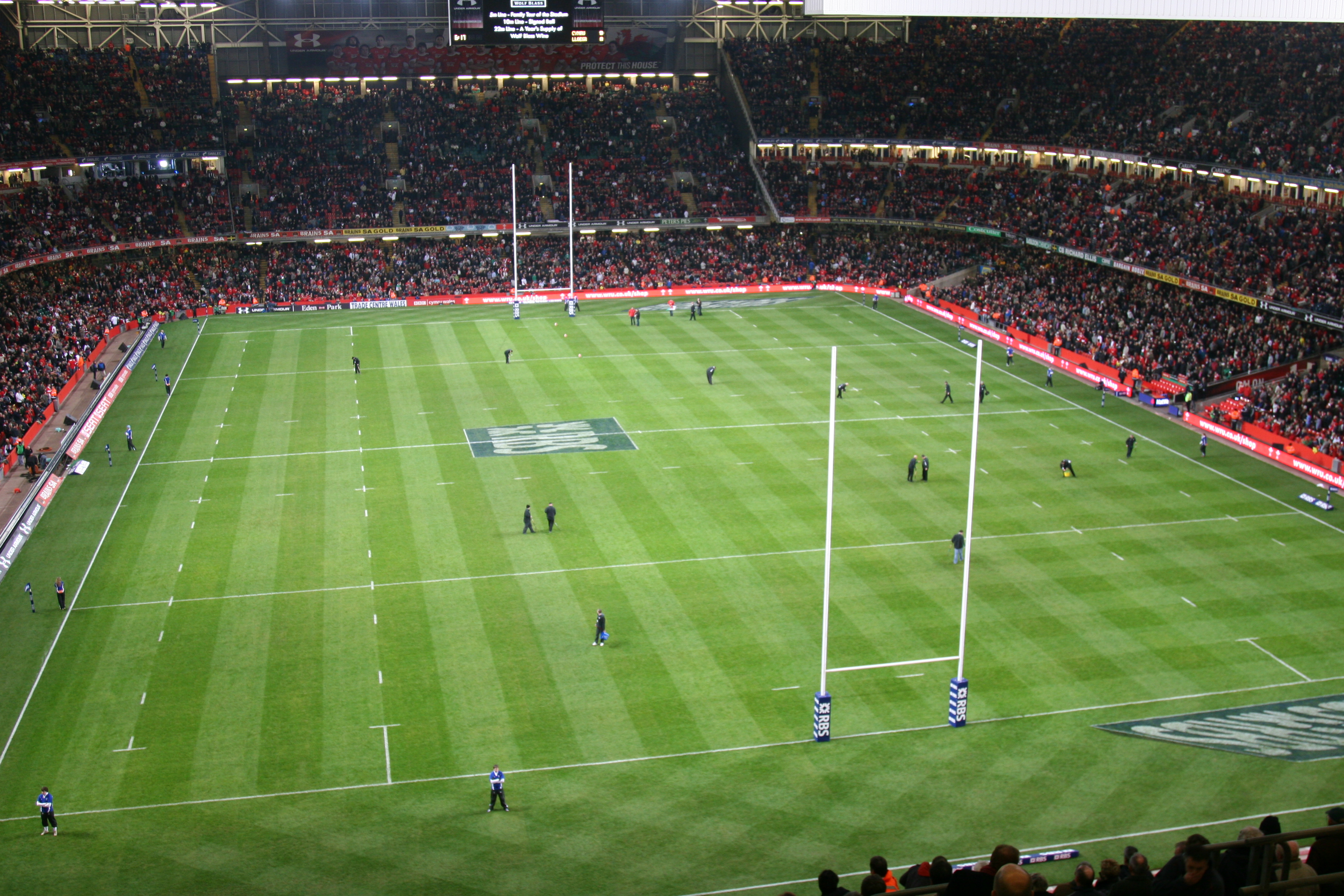
De wedstrijd Wales - Engeland voor het zeslandentoernooi 2010.

De twaalfde editie van het Zeslandentoernooi voor mannen van de Rugby Union werd gespeeld van 4 februari tot en met en 19 maart 2011 tussen de nationale rugbyteams van Engeland, Frankrijk, Ierland, Italië, Schotland en Wales. Het toernooi werd sinds 2003 weer gewonnen door Engeland

## Deelnemende Landen
| Land      | Stadion            | Stad      | Coach           | Captain           |
| --------- | ------------------ | --------- | --------------- | ----------------- |
| Engeland  | Twickenham         | Londen    | Martin Johnson  | Mike Tindall      |
| Frankrijk | Stade de France    | Parijs    | Marc Lièvremont | Thierry Dusautoir |
| Ierland   | Aviva Stadium      | Dublin    | Declan Kidney   | Brian O'Driscoll  |
| Italië    | Stadio Flaminio    | Rome      | Nick Mallett    | Sergio Parisse    |
| Schotland | Murrayfield        | Edinburgh | Andy Robinson   | Alastair Kellock  |
| Wales     | Millennium Stadium | Cardiff   | Warren Gatland  | Matthew Rees      |

## Prijzen
- Grand slam: niet gewonnen
- Triple Crown: niet gewonnen
- Calcutta Cup:  Engeland
- Giuseppe Garibaldi Trophy:  Italië
- Millennium Trophy: Ierland
- Centenary Quaich:  Ierland
- Wooden spoon:  Italië

## Tabel
| Positie | Land      | Wedstrijden | Wedstrijden | Wedstrijden | Wedstrijden | Punten | Punten | Punten   | Punten | Tabel Punten |
| Positie | Land      | Gespeeld    | Gewonnen    | Gelijk      | Verloren    | Voor   | Tegen  | Verschil | Tries  | Tabel Punten |
| ------- | --------- | ----------- | ----------- | ----------- | ----------- | ------ | ------ | -------- | ------ | ------------ |
| 1       | Engeland  | 5           | 4           | 0           | 1           | 132    | 81     | +51      | 13     | 8            |
| 2       | Frankrijk | 5           | 3           | 0           | 2           | 117    | 91     | +26      | 6      | 6            |
| 3       | Ierland   | 5           | 3           | 0           | 2           | 93     | 81     | +12      | 10     | 6            |
| 4       | Wales     | 5           | 3           | 0           | 2           | 95     | 89     | +6       | 7      | 6            |
| 5       | Schotland | 5           | 1           | 0           | 4           | 82     | 109    | -27      | 6      | 2            |
| 6       | Italië    | 5           | 1           | 0           | 4           | 70     | 138    | -68      | 6      | 2            |

## Programma en uitslagen

### Week 1
| 4 februari 2011 19:45 | Wales                                                                                    | 19 – 26 | Engeland                                                                                         | Millennium Stadium, Cardiff Toeschouwers: 74.276 Scheidsrechter: Alain Rolland |
| 4 februari 2011 19:45 | Try: Stoddart 60' c Con: S. Jones (1/1) Pen: S. Jones (3/4) 23', 29', 43' Hook (1/2) 70' | Verslag | Try: Ashton (2) 14' c, 56' c Con: Flood (2/2) Pen: Flood (3/3) 19', 32', 47' Wilkinson (1/1) 75' | Millennium Stadium, Cardiff Toeschouwers: 74.276 Scheidsrechter: Alain Rolland |

| 5 februari 2011 14:30 | Italië                                              | 11 - 13 | Ierland                                                                              | Stadio Flaminio, Rome Toeschouwers: 32.000 Scheidsrechter: Romain Poite |
| 5 februari 2011 14:30 | Try: McLean 75' m Pen: Mi. Bergamasco (2/3) 6', 40' |         | Try: O'Driscoll 44' c Con: Sexton (1/1) Pen: Sexton (1/1) 28' Drop: O'Gara (1/1) 78' | Stadio Flaminio, Rome Toeschouwers: 32.000 Scheidsrechter: Romain Poite |

| 5 februari 2011 17:00 | Frankrijk | 34 – 21 | Schotland                                                                  | Stade de France, Parijs Toeschouwers: 81.337 Scheidsrechter: Wayne Barnes |
| 5 februari 2011 17:00 | Try: Médard 2' c Penalty try 29' c Harinordoquy 54' c Traille 68' c Con: Parra (2/2) Yachvili (2/2) Pen: Yachvili (1/2) 79' Drop: Trinh-Duc (1/1) 9' |         | Try: Kellock 18' c Brown 60' c Lamont 75' c Con: Parks (2/2) Jackson (1/1) | Stade de France, Parijs Toeschouwers: 81.337 Scheidsrechter: Wayne Barnes |

### Week 2
| 12 februari 2011 14:30 | Engeland | 59-13 | Italië                                                                | Twickenham, Londen Toeschouwers: 80.810 Scheidsrechter: Craig Joubert |
| 12 februari 2011 14:30 | Try: Ashton (4) 2' c, 24' c, 54' c, 75' c Cueto 29' c Tindall 34' c Care 57' c Haskell 71' c Con: Flood (5/5) Wilkinson (3/3) Pen: Flood (1/1) 10' |       | Try: Ongaro 69' c Con: Bergamasco (1/1) Pen: Bergamasco (2/3) 4', 12' | Twickenham, Londen Toeschouwers: 80.810 Scheidsrechter: Craig Joubert |

| 12 februari 2011 17:00 | Schotland                 | 6 – 24  | Wales                                                                            | Murrayfield, Edinburgh Toeschouwers: 60.259 Scheidsrechter: George Clancy |
| 12 februari 2011 17:00 | Pen: Parks (2/3) 31', 58' | Verslag | Try: Williams (2) 8' c, 70' m Con: Hook (1/1) Pen: Hook (4/5) 13', 18', 21', 65' | Murrayfield, Edinburgh Toeschouwers: 60.259 Scheidsrechter: George Clancy |

| 13 februari 2011 15:00 | Ierland                                                      | 22 - 25 | Frankrijk                                        | Aviva Stadium, Dublin Toeschouwers: 51 000 Scheidsrechter: Dave Pearson |
| 13 februari 2011 15:00 | Try: McFadden O'Leary Heaslip Con: Sexton O'Gara Pen: Sexton | Verslag | Try: Medard Con: Yachvili Pen: 5× Parra Yachvili | Aviva Stadium, Dublin Toeschouwers: 51 000 Scheidsrechter: Dave Pearson |

### Week 3
| 26 februari 2011 14:30 | Italië                                                        | 16 - 24 | Wales                                                                                                  | Stadio Flaminio, Rome Toeschouwers: 32.000 Scheidsrechter: Wayne Barnes |
| 26 februari 2011 14:30 | Try: Canale 5' m Parisse 52' m Pen: Bergamasco (2/2) 12', 26' |         | Try: Stoddart 9' m Warburton 13' c Con: S Jones (1/2) Pen: S Jones (3/3) 3', 38', 40+2' Drop: Hook 73' | Stadio Flaminio, Rome Toeschouwers: 32.000 Scheidsrechter: Wayne Barnes |

| 26 februari 2011 17:00 | Engeland                                                           | 17 - 9 | Frankrijk                        | Twickenham Stadium, Londen Toeschouwers: 82.107 Scheidsrechter: George Clancy |
| 26 februari 2011 17:00 | Try: Foden 42' m Pen: Flood (3/3) 5', 13', 17' Wilkinson (1/1) 52' |        | Pen: Yachvili (3/5) 7', 19', 22' | Twickenham Stadium, Londen Toeschouwers: 82.107 Scheidsrechter: George Clancy |

| 27 februari 2011 15:00 | Schotland                                                  | 18 - 21 | Ierland                                                        | Murrayfield Stadium, Edinburgh Toeschouwers: 63.082 Scheidsrechter: Nigel Owens |
| 27 februari 2011 15:00 | Pen: Paterson 16', 17', 32', 58' Parks 66' Drop: Parks 70' | Verslag | Try: Heaslip 6' Reddan 29' O'Gara 53' Con: O'Gara 6', 29', 53' | Murrayfield Stadium, Edinburgh Toeschouwers: 63.082 Scheidsrechter: Nigel Owens |

### Week 4
| 12 maart 2011 14:30 | Italië                                                                             | 22 – 21 | Frankrijk                                                                    | Stadio Flaminio, Rome Toeschouwers: 34.000 Scheidsrechter: Bryce Lawrence |
| 12 maart 2011 14:30 | Try: Masi 59' c Con: Bergamasco (1/1) Pen: Bergamasco (5/7) 1', 23', 63', 70', 75' |         | Try: Clerc 14' m Parra 50' c Con: Parra (1/2) Pen: Parra (3/4) 19', 44', 66' | Stadio Flaminio, Rome Toeschouwers: 34.000 Scheidsrechter: Bryce Lawrence |

| 12 maart 2011 17:00 | Wales                                                                                 | 19 – 13 | Ierland                                                           | Millennium Stadium, Cardiff Toeschouwers: 73.856 Scheidsrechter: Jonathan Kaplan |
| 12 maart 2011 17:00 | Try: Phillips 50' c Con: Hook (1/1) Pen: Hook (3/4) 19', 27', 68' Halfpenny (1/1) 38' | Verslag | Try: O'Driscoll 2' c Con: O'Gara (1/1) Pen: O'Gara (2/2) 32', 40' | Millennium Stadium, Cardiff Toeschouwers: 73.856 Scheidsrechter: Jonathan Kaplan |

| 13 maart 2011 15:00 | Engeland                                                                                      | 22 – 16 | Schotland                                                                                | Twickenham, Londen Toeschouwers: 82.120 Scheidsrechter: Romain Poite |
| 13 maart 2011 15:00 | Try: Croft 67' c Con: Wilkinson (1/1) Pen: Flood (4/5) 15', 23', 29', 57' Wilkinson (1/1) 79' | Verslag | Try: Evans 74 'c Con: Paterson (1/1) Pen: Paterson (2/2) 3', 20' Drop: Jackson (1/1) 40' | Twickenham, Londen Toeschouwers: 82.120 Scheidsrechter: Romain Poite |

### Week 5
| 19 maart 2011 14:30 | Schotland | 21 - 8 | Italië | Murrayfield Stadium, Edinburgh Toeschouwers: 42.464 Scheidsrechter: Steve Walsh () |
| 19 maart 2011 14:30 |           |        |        | Murrayfield Stadium, Edinburgh Toeschouwers: 42.464 Scheidsrechter: Steve Walsh () |

| 19 maart 2011 17:00 | Ierland | 24 - 8 | Engeland | Aviva Stadium, Dublin Scheidsrechter: Bryce Lawrence |
| 19 maart 2011 17:00 |         |        |          | Aviva Stadium, Dublin Scheidsrechter: Bryce Lawrence |

| 19 maart 2011 19:45 | Frankrijk   | 28 - 9 | Wales | Stade de France, Parijs Toeschouwers: 79.798 Scheidsrechter: Craig Joubert |
| 19 maart 2011 19:45 | Try: Nallet |        |       | Stade de France, Parijs Toeschouwers: 79.798 Scheidsrechter: Craig Joubert |